# Lifelover
Lifelover est un groupe suédois de Black metal dépressif formé en 2005 par Jonas Bergqvist et Kim Carlsson. Pendant son existence, le groupe mêle plusieurs genres musicaux incluant black metal, post-punk, dark ambient, doom metal et rock gothique, notamment. Après le décès de B en septembre 2011, le groupe annonce sa séparation.

## Historique

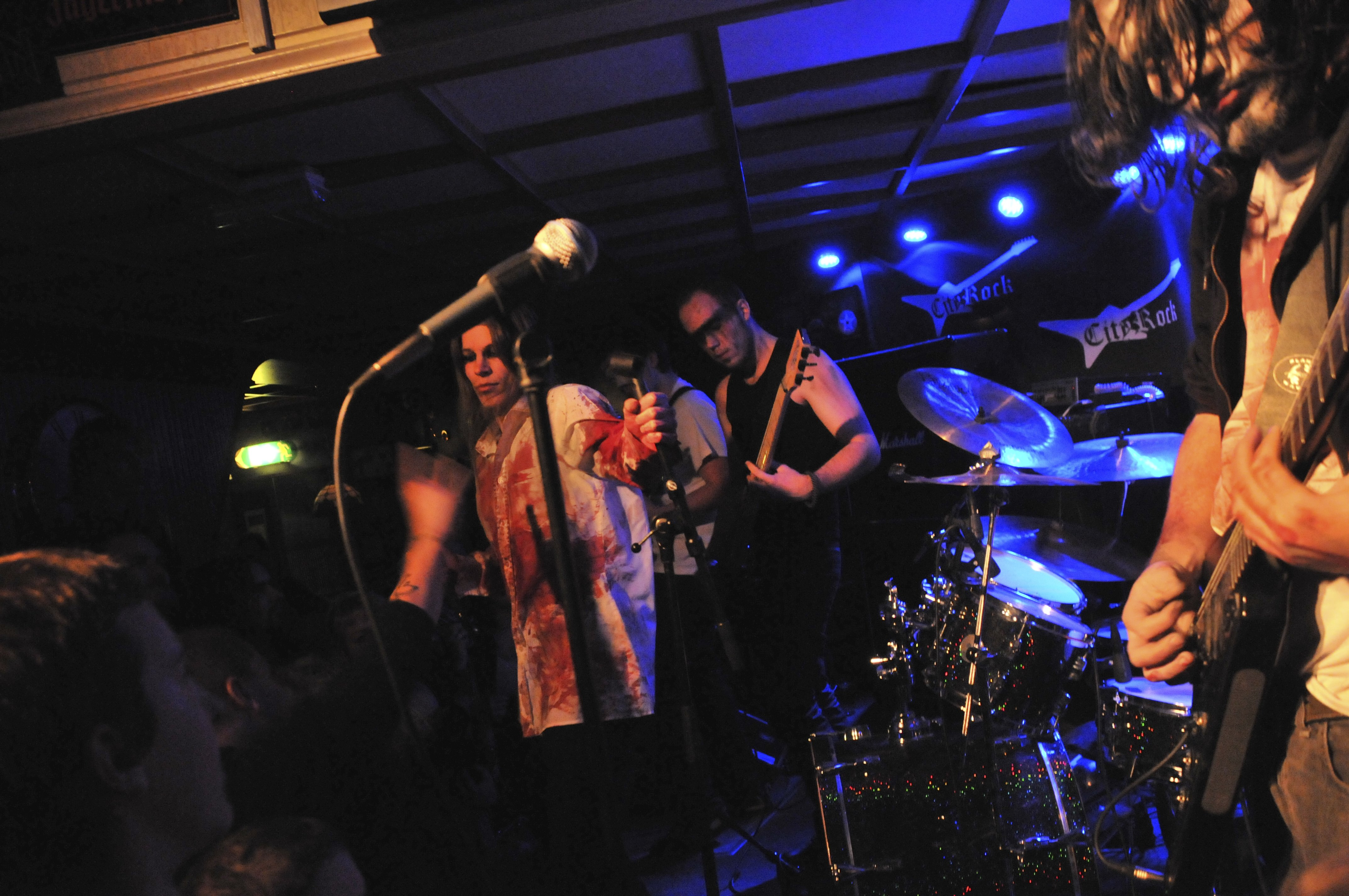
Lifelover sur scène à Stockholm en 2008.

Lifelover est formé en juin 2005 à Stockholm par Jonas « B » Bergqvist et Kim « ( ) » Carlsson. Une démo intitulée Promo 2005 est enregistrée le même mois, mais jamais officiellement publié et était composé par Carlsson et B à la guitare. Après cet enregistrement, celui de Pulver est lancé en avril 2006. Les chanteurs et paroliers LR et 1853 sont recrutés par le groupe à la même période, et l'album est terminé en mai 2006, puis publié par Goatowarex en juillet 2006.
Le deuxième album du groupe, Erotik, est publié le 24 février 2007 par Total Holocaust Records ; le guitariste H. se joint au groupe à cette période. À la fin de 2007, Lifelover signe un contrat avec Avantgarde Music et recrute deux nouveaux membres, Fix à la basse et S. à la batterie pour les prochains shows. LR quitte le groupe en avril 2008. Lifelover joue son premier concert à Stockholm en septembre 2008 et publie son troisième album studio, Konkurs, distribué par Avantgarde le mois suivant.
Osmose Productions réédite Pulver et Erotik en format CD en 2009, Erotik le 21 janvier 2009, et Pulver le 7 mai. Le membre 1853 et le batteur live S. quittent le groupe en mai 2009. Lifelover publie ensuite un mini-album, Dekadens,en juillet 2009 (chez Osmose Productions), le premier et unique album de Lifelover contenant de la vraie batterie qui sera joué par le nouveau membre du groupe, Non. En février 2011, leur quatrième album studio, Sjukdom, est publié au label Prophecy Productions. Le batteur Non quitte le groupe à cette période, et se fait remplacer par LR et 1853 pour l'album.
Le 10 septembre 2011, le groupe annonce sur Facebook le décès de Jonas « B » Bergqvist,. Il serait mort dans la nuit par overdose médicamenteuse. Les membres restants se séparent définitivement par respect pour lui.

## Membres

### Derniers membres
- Jonas « B » Bergqvist (décédé)[5] – chant, guitare, basse, piano, paroles (2005–2011)
- Kim « ( ) » Carlsson[6] – chant solo, guitare, paroles

### Ancien membre
- Joel « Non » Malmén – batterie, paroles (2009–2010)

## Discographie

### Albums studio
- 2006 : Pulver
- 2007 : Erotik
- 2008 : Konkurs
- 2011 : Sjukdom

### EP
- 2009 : Dekadens

### Démo
- 2005 : Promo 2005